# Anantagiri-Berge
Die Anantagiri-Berge (englisch Anathagiri Hills) sind ein maximal ca. 700 m hohes Mittelgebirge im indischen Bundesstaat Telangana.

## Lage
Die waldreichen, aber in Teilen auch landwirtschaftlich genutzten Anantagiri-Berge gehören zum östlichen Dekkan-Hochland und befinden sich etwa 80 km (Luftlinie) westlich der Millionenstadt Hyderabad im Rangareddy-Distrikt. Größte Stadt in der Umgebung ist Vikarabad, in deren Nähe (ca. 2 km nordwestlich) der Musi River entspringt.

## Tourismus
Die Berge sind ein gerne besuchtes Erholungsgebiet für Städter aus Hyderabad, doch spielt der Tourismus insgesamt eine eher untergeordnete Rolle.